# 齋藤学
齋藤 学（さいとう まなぶ、1990年4月4日 - ）は、神奈川県川崎市幸区出身のプロサッカー選手。Jリーグ・アスルクラロ沼津所属。ポジションはフォワード、ミッドフィールダー。元日本代表。
Kリーグ時代の登録名は学（ハングル: 마나부）。

## クラブ経歴
小学生時代から一貫して横浜F・マリノスの下部組織に所属し、2006年にはAFC U-17選手権2006の代表選手に選出された。
2008年には2種登録ながらリーグ戦7試合に出場。2009年にトップチームに昇格した。

### 横浜F・マリノス
2010年は6月5日に行われたナビスコ杯・ヴィッセル神戸戦でプロ初ゴールを挙げるも、リーグ戦はわずか5試合の出場にとどまった。シーズン終了後に出場機会を求め期限付き移籍をチームに志願した。

### 愛媛FC
2011年シーズンは、愛媛FCにレンタル移籍。複数のクラブからオファーがあったが愛媛の強化部長の『ユースのときから君のことを注目してきた』という言葉で移籍を決意。愛媛では、開幕戦からチームの主軸として活躍。リーグ中盤ではなかなか得点が奪えなかったものの、最終的にJ2で14得点を挙げた。

### 横浜F・マリノスへ復帰
2012年シーズンより横浜FMに復帰。復帰後は主力として活躍し、7月にはロンドンオリンピックのメンバーに選出された。2013年シーズンは、ナビスコカップニューヒーロー賞の獲得 や初のA代表選出、自身初のクラブタイトル天皇杯優勝など飛躍の一年となった。2014年シーズンの開幕前にドイツのVfLヴォルフスブルクからオファーが届くも横浜FMに残る事を決意。5月にはブラジルW杯のメンバーに選出された。
2016年10月1日、2ndステージ第14節のヴァンフォーレ甲府戦では2得点2アシストの活躍をした。10月29日、2ndステージ第16節のサガン鳥栖戦でJ1リーグ初の二桁得点を達成した。12月、Jリーグアウォーズでベストイレブンに初選出された。シーズン終了後は、海外移籍を目指し海外クラブと交渉するも合意には至らず、2017年最初の横浜FMの宮崎キャンプには練習生として参加した。
2017年2月8日に正式にクラブと契約更改し、背番号を「11」から前年まで中村俊輔が付けていた「10」に変更。また、同シーズンのキャプテンを務めることとなった。2月25日の開幕戦・浦和レッズ戦では2アシスト、4月8日の第6節・ジュビロ磐田戦では2アシストの活躍をし、新旧「10」番対決を制するなど主力として活躍するものの得点がなかなか奪えなかった。7月12日の天皇杯3回戦・アスルクラロ沼津戦で今季初得点を決めると、9月16日の第26節・柏レイソル戦でリーグ戦今季初得点を決めた。しかし、リーグ戦初得点を決めた直後の試合となった9月23日の第27節・ヴァンフォーレ甲府戦で負傷し、翌24日に検査を受け、 右膝前十字靭帯損傷により全治8カ月の見込みと診断された。

### 川崎フロンターレ
2018年1月12日、川崎フロンターレに完全移籍で加入することが発表された。昨季は10番をキャプテンとして背負いながらも、怪我で試合になかなか出られていなかった事や、契約期間が満了し移籍金（違約金）がかからない事、移籍先がライバルチームであり前年優勝した川崎だった事などが理由で横浜FMのサポーターから批判された。齋藤は「ポジション争いが一番厳しいかなと思った。自分が一番厳しい道を選ぼうと」と移籍理由を語り、後日SNSで「何を言われてもしょうがない。そう思っていましたが、今までマリノスの選手として闘ってきたこと。これだけは否定されたくない」と横浜FMのサポーターに言葉を書き綴った。実際に、マリノスに貢献するために2014年にはキャリアの目標だった海外挑戦であるドイツからのオファーを断っている。また、この決断が結果的にキャリアを変えており、フロンターレ移籍前に海外からのオファーを待ったがどこからもオファーがなかった。
4月8日、第6節の古巣・横浜FM戦で怪我から復帰を果たした。10月21日、第30節のヴィッセル神戸戦で移籍後初得点を決めた。
2019年7月3日に行われた明治大学との天皇杯でフロンターレ加入後初めてキャプテンマークを巻いた。7月14日のFC東京戦、7月27日の大分トリニータ戦で連続ゴールを決める活躍で先発出場が増えたが、8月24日の清水エスパルス戦で相手選手と交錯し右膝内側側副靭帯損傷を負った。
その後、リハビリを経て怪我から回復するも、2020シーズンの前半戦では主に途中出場がメインで、一時期ベンチ外となった時期もあった。それでも諦めずに、同じくベンチ外だった選手たちと共に一から練習に励み、8月29日の清水戦で先発出場となった。11月25日の第29節・G大阪戦では後半の終盤に途中出場して、川崎のJ1史上最速優勝を決定づける決勝ゴールを決めた。最終的には、2020シーズン・川崎でのリーグ戦出場試合数は25と、過去二年間を上回った。

### 名古屋グランパス
2021年1月9日、名古屋グランパスへの完全移籍が発表された。6月28日、AFCチャンピオンズリーグ・グループステージの第3節にて移籍後初ゴールを決めた。

### 水原三星ブルーウィングス
2022年6月30日、水原三星ブルーウィングスへ完全移籍することが発表された。
当初は1年半という契約が伝えられていたが、同年12月16日、契約満了により退団が発表された。本人は「チームメイトやクラブは優しかったが、どうしても外食が多くなり、油や辛さに適応できず朝6時まで寝付けなかった」と話した。初めての海外挑戦で生活習慣を崩してしまい、メンタル面でも不調を抱えた。

### ニューカッスル・ジェッツ
2023年1月25日、ニューカッスル・ユナイテッド・ジェッツFCへ2022-23シーズン終了までの契約で加入することが発表された。
5月6日、チームより退団が発表された。

### ベガルタ仙台
2023年7月31日、ベガルタ仙台への加入が発表された。12月21日、同シーズンをもって仙台を退団することを発表された。

### アスルクラロ沼津
2024年2月22日、アスルクラロ沼津へ加入が発表された。

### 日本代表
2012年7月、ロンドンオリンピックサッカー日本代表に選出された。2013年7月、東アジアカップ2013の日本代表に初選出され、7月21日の中国戦で途中出場し、フル代表初出場した。続く7月25日のオーストラリア戦ではスタメンで出場し代表初得点を記録した。2014年5月12日、2014 FIFAワールドカップ日本代表に選出された。しかし、本大会での出場機会はなくチームもグループリーグで敗退した。
2016年3月に、ヴァイッド・ハリルホジッチ体制では初の代表メンバーに招集された。10月の代表戦でも武藤嘉紀と宇佐美貴史の怪我で追加招集されたが、それ以降は遠ざかっている。

## プレースタイル
ドリブラーとしては日本人屈指のレベルにあるとの評価がある。直線的でありながらボールタッチ数が多く、それでいてスピードを殺さないドリブルで緩急の変化を付け、相手の体勢を崩してシュートやパスに持ち込むプレースタイルを得意とする。
このリオネル・メッシを彷彿とさせるプレースタイルは愛媛へのレンタル移籍時以後注目されるようになり、2011年5月8日の湘南戦の終了間際に中へドリブルで切れ込んだゴールには、反町康治（当時湘南監督）をして「最後は“愛媛のメッシ”にやられた、という感じです」とコメントされ、横浜復帰後にも中村俊輔から「和風メッシでしょ」と称される など、メッシにまつわるニックネームが付けられるようになっている。
2016シーズンには10ゴールと2桁にのせた。2017シーズン開幕戦の浦和レッズ戦では浦和の守備陣を翻弄し2アシストを記録し、3-2の逆転勝利に貢献した事から浦和の監督でもあるミハイロ・ペトロヴィッチからは｢マリノスに負けたというより齋藤学に負けた｣と話している。

## 所属クラブ
- 東小倉サッカークラブ（川崎市立日吉小学校）
- 横浜F・マリノスプライマリー（川崎市立日吉小学校）
- 2003年 - 2005年 横浜F・マリノスジュニアユース（川崎市立塚越中学校）
- 2006年 - 2008年 横浜F・マリノスユース（川崎高校）
  - 2008年  横浜F・マリノス（2種登録）
- 2009年 - 2017年  横浜F・マリノス
  - 2011年   愛媛FC（期限付き移籍）
- 2018年 - 2020年  川崎フロンターレ
- 2021年 - 2022年6月  名古屋グランパス
- 2022年6月 - 同年12月  水原三星ブルーウィングス
- 2023年1月 - 同年5月  ニューカッスル・ユナイテッド・ジェッツFC
- 2023年7月 - 同年12月  ベガルタ仙台
- 2024年 -  アスルクラロ沼津

## 個人成績
| 国内大会個人成績 | 国内大会個人成績 | 国内大会個人成績 | 国内大会個人成績 | 国内大会個人成績 | 国内大会個人成績 | 国内大会個人成績 | 国内大会個人成績 | 国内大会個人成績 | 国内大会個人成績 | 国内大会個人成績 | 国内大会個人成績 |
| 年度             | クラブ           | 背番号           | リーグ           | リーグ戦         | リーグ戦         | リーグ杯         | リーグ杯         | オープン杯       | オープン杯       | 期間通算         | 期間通算         |
| 年度             | クラブ           | 背番号           | リーグ           | 出場             | 得点             | 出場             | 得点             | 出場             | 得点             | 出場             | 得点             |
| 日本             | 日本             | 日本             | 日本             | リーグ戦         | リーグ戦         | リーグ杯         | リーグ杯         | 天皇杯           | 天皇杯           | 期間通算         | 期間通算         |
| ---------------- | ---------------- | ---------------- | ---------------- | ---------------- | ---------------- | ---------------- | ---------------- | ---------------- | ---------------- | ---------------- | ---------------- |
| 2008             | 横浜FM           | 37               | J1               | 7                | 0                | 0                | 0                | 1                | 0                | 8                | 0                |
| 2009             | 横浜FM           | 19               | J1               | 11               | 0                | 3                | 0                | 0                | 0                | 14               | 0                |
| 2010             | 横浜FM           | 19               | J1               | 5                | 0                | 5                | 1                | 0                | 0                | 10               | 1                |
| 2011             | 愛媛             | 27               | J2               | 36               | 14               | -                | -                | 2                | 0                | 38               | 14               |
| 2012             | 横浜FM           | 11               | J1               | 29               | 6                | 5                | 2                | 3                | 0                | 37               | 8                |
| 2013             | 横浜FM           | 11               | J1               | 28               | 4                | 7                | 2                | 4                | 2                | 39               | 8                |
| 2014             | 横浜FM           | 11               | J1               | 31               | 4                | 1                | 0                | 2                | 0                | 34               | 4                |
| 2015             | 横浜FM           | 11               | J1               | 32               | 7                | 3                | 0                | 2                | 0                | 37               | 7                |
| 2016             | 横浜FM           | 11               | J1               | 33               | 10               | 2                | 0                | 4                | 1                | 39               | 11               |
| 2017             | 横浜FM           | 10               | J1               | 25               | 1                | 2                | 0                | 2                | 2                | 29               | 3                |
| 2018             | 川崎             | 37               | J1               | 16               | 1                | 2                | 0                | 3                | 1                | 21               | 2                |
| 2019             | 川崎             | 19               | J1               | 16               | 2                | 4                | 1                | 2                | 0                | 22               | 3                |
| 2020             | 川崎             | 19               | J1               | 25               | 1                | 2                | 1                | 0                | 0                | 27               | 2                |
| 2021             | 名古屋           | 19               | J1               | 24               | 0                | 1                | 0                | 2                | 0                | 27               | 0                |
| 2022             | 名古屋           | 19               | J1               | 3                | 0                | 6                | 1                | 1                | 0                | 10               | 1                |
| 韓国             | 韓国             | 韓国             | 韓国             | リーグ戦         | リーグ戦         | リーグ杯         | リーグ杯         | FA杯             | FA杯             | 期間通算         | 期間通算         |
| 2022             | 水原             | 5                | K1               | 19               | 1                | 0                | 0                | 0                | 0                | 19               | 1                |
| オーストラリア   | オーストラリア   | オーストラリア   | オーストラリア   | リーグ戦         | リーグ戦         | リーグ杯         | リーグ杯         | FFA杯            | FFA杯            | 期間通算         | 期間通算         |
| 2022-23          | ニューカッスル   | 4                | Aリーグ          | 8                | 1                | -                | -                | -                | -                | 8                | 1                |
| 日本             | 日本             | 日本             | 日本             | リーグ戦         | リーグ戦         | リーグ杯         | リーグ杯         | 天皇杯           | 天皇杯           | 期間通算         | 期間通算         |
| 2023             | 仙台             | 19               | J2               | 12               | 0                | -                | -                | -                | -                | 12               | 0                |
| 2024             | 沼津             | 19               | J3               | 34               | 2                | 2                | 0                | 1                | 0                | 37               | 2                |
| 2025             | 沼津             | 19               | J3               |                  |                  |                  |                  |                  |                  |                  |                  |
| 通算             | 日本             | 日本             | J1               | 285              | 36               | 43               | 8                | 26               | 6                | 354              | 50               |
| 通算             | 日本             | 日本             | J2               | 48               | 14               | -                | -                | 2                | 0                | 50               | 14               |
| 通算             | 日本             | 日本             | J3               | 34               | 2                | 2                | 0                | 1                | 0                | 37               | 2                |
| 通算             | 韓国             | 韓国             | K1               | 19               | 1                | 0                | 0                | 0                | 0                | 19               | 1                |
| 通算             | オーストラリア   | オーストラリア   | Aリーグ          | 8                | 1                | -                | -                | -                | -                | 8                | 1                |
| 総通算           | 総通算           | 総通算           | 総通算           | 394              | 54               | 45               | 8                | 29               | 6                | 468              | 68               |

- 2008年は2種登録

出場歴
- 2009年3月14日 - プロ初出場 (Jリーグ) - 清水エスパルス戦 (アウトソーシングスタジアム日本平)
- 2010年6月5日 - プロ初得点 (ナビスコカップ) - ヴィッセル神戸戦 (ホームズスタジアム神戸)

その他の公式戦
- 2014年
  - スーパーカップ 1試合0得点
- 2019年
  - スーパーカップ 1試合0得点

| 国際大会個人成績 | 国際大会個人成績 | 国際大会個人成績 | 国際大会個人成績 | 国際大会個人成績 |
| 年度             | クラブ           | 背番号           | 出場             | 得点             |
| AFC              | AFC              | AFC              | ACL              | ACL              |
| ---------------- | ---------------- | ---------------- | ---------------- | ---------------- |
| 2014             | 横浜FM           | 11               | 5                | 3                |
| 2018             | 川崎             | 37               | 1                | 0                |
| 2019             | 川崎             | 19               | 4                | 1                |
| 2021             | 名古屋           | 19               | 6                | 1                |
| 通算             | AFC              | AFC              | 16               | 5                |

## タイトル

### チーム
横浜F・マリノス
- 天皇杯全日本サッカー選手権大会：1回（2013年）

川崎フロンターレ
- J1リーグ：2回（2018年、 2020年）
- FUJI XEROX SUPER CUP：1回（2019年）
- JリーグYBCルヴァンカップ：1回（2019年）

### 個人
- ナビスコカップ ニューヒーロー賞（2013年）
- Jリーグ月間MVP：2回（2015年8月、2016年10月・11月）
- Jリーグ・優秀選手賞：2回（2013年、2016年）
- Jリーグベストイレブン：1回（2016年）
- メニコンカップ（クラブユース東西対抗戦） 最優秀選手（2005年）

## 代表歴

### 出場大会
- U-17サッカー日本代表
  - 2006年 AFC U-17選手権2006 (優勝)
  - 2007年 2007 FIFA U-17ワールドカップ (グループリーグ敗退)
- U-23サッカー日本代表
  - 2012年 ロンドンオリンピックアジア最終予選
  - 2012年 トゥーロン国際大会 (グループリーグ敗退)
  - 2012年 ロンドンオリンピック (4位)
- サッカー日本代表
  - 2013年 東アジアカップ2013 (優勝)
  - 2014年 2014 FIFAワールドカップ (グループリーグ敗退)

### 試合数
- 国際Aマッチ 6試合 1得点 (2013年 - 2016年)

| 日本代表 | 国際Aマッチ | 国際Aマッチ |
| 年       | 出場        | 得点        |
| -------- | ----------- | ----------- |
| 2013     | 3           | 1           |
| 2014     | 2           | 0           |
| 2016     | 1           | 0           |
| 通算     | 6           | 1           |

### 出場
| No. | 開催日         | 開催都市 | スタジアム                         | 対戦相手         | 結果 | 監督                       | 大会                       |
| --- | -------------- | -------- | ---------------------------------- | ---------------- | ---- | -------------------------- | -------------------------- |
| 1.  | 2013年07月21日 | ソウル   | ソウルワールドカップ競技場         | 中華人民共和国   | △3-3 | アルベルト・ザッケローニ   | EAFF東アジアカップ2013     |
| 2.  | 2013年07月25日 | 華城     | ソウルオリンピック主競技場         | オーストラリア   | ○3-2 | アルベルト・ザッケローニ   | EAFF東アジアカップ2013     |
| 3.  | 2013年09月10日 | 神奈川県 | 横浜国際総合競技場                 | ガーナ           | ○3-1 | アルベルト・ザッケローニ   | キリンチャレンジカップ2013 |
| 4.  | 2014年03月05日 | 東京都   | 国立霞ヶ丘競技場陸上競技場         | ニュージーランド | ○4-2 | アルベルト・ザッケローニ   | キリンチャレンジカップ2014 |
| 5.  | 2014年06月06日 | タンパ   | レイモンド・ジェームス・スタジアム | ザンビア         | ○4-3 | アルベルト・ザッケローニ   | 国際親善試合               |
| 6.  | 2016年11月11日 | 茨城県   | 茨城県立カシマサッカースタジアム   | オマーン         | ○4-0 | ヴァイッド・ハリルホジッチ | キリンチャレンジカップ2016 |

### ゴール
| #  | 開催年月日    | 開催地 | スタジアム                 | 対戦国         | 勝敗 | 試合概要           |
| -- | ------------- | ------ | -------------------------- | -------------- | ---- | ------------------ |
| 1. | 2013年7月25日 | 華城   | ソウルオリンピック主競技場 | オーストラリア | ○3-2 | 東アジアカップ2013 |